# Riede
Riede er en kommune i i Samtgemeinde Thedinghausen den vestlige del af Landkreis Verden, sydøst for Bremen, i den centrale del af den tyske delstat Niedersachsen.

## Geografi
I kommunen der har et areal på knap 27 km² bor knap 2.700 mennesker (2013).
I kommunen der ligger syd for floden Weser, ligger ud over Riede også landsbyerne Heiligenbruch og Felde.